# Mushtaq Ahmad (1956)
Mushtaq Ahmad (Karachi, 15 december 1956) is een hockeyer uit Pakistan. 
Ahmad won met de Pakistaanse ploeg de gouden medaille tijdens de Aziatische Spelen 1982 in New Delhi.
Ahmed won met de Pakistaanse ploeg de gouden medaille tijdens de Olympische Spelen 1984 in het Amerikaanse Los Angeles. 

## Erelijst
- 1982 –  Aziatische Spelen in New Delhi
- 1984 –  Olympische Spelen in Los Angeles